# Сватантрика
Сватантрика — направление в буддийской философской школе Мадхъямаки.
Основатель школы — Бхававивека.
(Следуя учебнику «Торчинов Е. А. Введение в Буддологию»): 
Название «мадхъямака-сватантрика» происходит от санскритского слова сватантра,
что означает «с опорой на себя», «самоопорный», то есть «независимый».
Это название указывает на то, что последователи этого направления («умеренной мадхъямаки»)
считали, что применительно к уровню относительной истины (санвритти сатья) возможны
положительные суждения и положительные философские позиции. Поэтому очень часто
сватантрики, применительно к этому уровню, присоединялись к позициям саутрантиков (саутрантика мадхъямака-сватантрика) или йогачаринов (йогачара-мадхъямака-сватантрика).
Крупнейшими представителями этой школы были Бхававивека, или Бхавья (рубеж V и VI веков), Шантаракшита и Камалашила (VIII). Последние два философа внесли очень значительный вклад и в разработку школы йогачара. Кроме того, оба они проповедовали в Тибете, причём Камалашила сыграл важную роль в истории раннего тибетского буддизма.